# Alina Alló
Alina Alló (ur. 30 maja 1982) – argentyńska lekkoatletka, tyczkarka.

## Osiągnięcia
| Rok  | Zawody                                   | Miasto       | Miejsce    | Wynik |
| ---- | ---------------------------------------- | ------------ | ---------- | ----- |
| 2000 | Mistrzostwa Ameryki Południowej juniorów | São Leopoldo | 3. miejsce | 3,50  |
| 2001 | Mistrzostwa Ameryki Południowej          | Manaus       | 2. miejsce | 3,90  |
| 2001 | Mistrzostwa Ameryki Południowej juniorów | Santa Fe     | 1. miejsce | 3,80  |
| 2002 | Mistrzostwa ibero-amerykańskie           | Gwatemala    | 3. miejsce | 3,90  |

Medalistka mistrzostw Argentyny.

## Rekordy życiowe
- Skok o tyczce – 4,05 (2002)